# Die blinde Eule
Die blinde Eule (persisch بوف کور, Būf-e Kūr) ist ein Kurzroman des iranischen Schriftstellers Sadeq Hedayat und gilt als dessen Meisterwerk. 

## Inhalt, Charakteristik, Verfilmung
Auf Persisch verfasst, handelt das düstere Werk von den fiebernden Alpträumen eines Malers, in denen dieser dem Tod Allmacht über das Leben einräumt:  „Unser ganze Leben lang weist der Finger des Todes auf uns“. Die todesaffinen Trauminhalte bekennt der Erzähler einem Schatten an der Wand, der den Umriss einer Eule hat, und berichtet von den Albträumen, in denen er sich umfassend mit dem Tod und seinen Auswirkungen auf das Leben auseinandersetzt.
Das Buch wurde 1936  in den letzten Jahren der Regentschaft Reza Schahs (1925–1941) verfasst. Ursprünglich erschien es in einer limitierten Auflage im indischen Mumbai, wo sich Hedayat 1937 für zwei Jahre aufhielt, mit dem Vermerk  „Nicht für den Verkauf oder die Veröffentlichung in Iran“. Nach der Abdankung Reza Schahs 1941 erschien der Roman in Teheran (zunächst als eine Fortsetzungsgeschichte in der Tageszeitung Iran) und hatte eine unmittelbare und starke Resonanz. Wegen angeblicher Gefährdungen (er verleite wegen seines Nihilismus zum Selbstmord) wurde der Roman zwischenzeitlich verboten.
Man geht davon aus, dass das Werk bereits 1930 in weiten Teilen fertiggestellt war, als sich der Autor Sadegh Hedayat zum Studium in Paris aufhielt. Hedayat scheint in diesem Werk europäische Literaturströmungen, etwa den Surrealismus, rezipiert zu haben, was für die iranische Erzähltradition eine Herausforderung darstellt. Auch aus diesem Grund gilt Die blinde Eule als eines der Hauptwerke der modernen iranischen Literatur des 20. Jahrhunderts.
André Breton bezeichnete Die blinde Eule als einen Klassiker des Surrealismus.
Das Werk wurde 1987 von dem chilenischen Filmemacher Raúl Ruiz verfilmt.
Im Jahr 2023 wurde in Teheran bei Deed (Sight) Press ein Buch mit dem Titel „In 85 Jahren um die Welt“ von Jahangir Hedayat und Farzad Shahrusvand, dem jungen Übersetzer von Die blinde Eule ins Englische und Esperanto, veröffentlicht, in dem sie den gesamten Druck der Übersetzungen des Buches genau beschrieben Novelle in 50 Sprachen sowie viele Informationen zu Büchern, Filmen, Theaterstücken und Gemälden, die unter dem Einfluss der Blinden Eule auf der ganzen Welt entstanden sind.

## Interpretation
Das Werk enthält unter anderem Anspielungen auf den Tibetischen Buddhismus, insbesondere auf das Bardo Thodol. Oft sind Szenen und Erinnerungen rauschartig ineinander verflochten, sodass sich keine klare, dramaturgische Handlung nacherzählen lässt.

## Deutschsprachige Ausgaben (Auswahl)
- Die blinde Eule : ein Roman und neun Erzählungen Aus dem Persischen von Bahman Nirumand, Frankfurt: Eichborn 1990, Reihe Die Andere Bibliothek, ISBN 978-3-8218-4064-2.
- Sadeq Hedayat: Die blinde Eule (= Bibliothek Suhrkamp 1248). Übersetzung von Bahman Nirumand. Suhrkamp, Frankfurt am Main 1997, ISBN 3-518-22248-1.
- Sadeq Hedayat: Die blinde Eule. Übersetzung von Gerd Henninger. Goethe & Hafis, Bonn 2003[4], ISBN 3-9807909-2-4.